# Fanny Durack
Sarah Frances «Fanny» Durack (Sydney, Nova Gal·les del Sud, 27 d'octubre de 1889 - Sydney, 20 de març de 1956), també coneguda pel seu nom de casada Fanny Gately, va ser una nedadora australiana que va competir a començaments del segle xx. Des de 1910 fins a 1918 va ser la millor nedadora del món en totes les distàncies, des de curses curtes fins a la milla. El 1912, junt a la seva amiga Wilhelmina Wylie, fou una de les dues primeres australianes en disputar uns Jocs Olímpics en el programa de natació.

## Vida i carrera

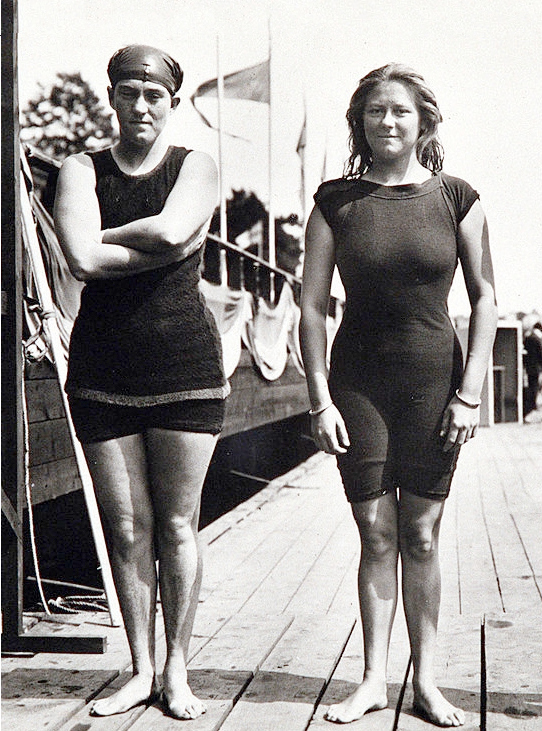
Fanny Durack (esquerra) i Mina Wylie als Jocs de 1912

Durack va aprendre a nedar als banys Coogee de Sydney emprant la braça, l'únic l'estil de natació en què les dones podien competir aleshores. El 1906 guanyà el seu primer títol i en els següents anys dominà la natació australiana conjuntament amb Mina Wylie, de qui era una gran amiga. A començaments de la dècada de 1910 començà a nedar en estil lliure i malgrat l'oposició de la New South Wales Ladies Swimming Association a què les dones participessin en les competicions de natació quan els homes hi eren presents, comença a entrenar-se per prendre part en els Jocs Olímpics de 1912 a Estocolm. En aquests Jocs les dones participen per primera vegada en dues proves de natació i Austràlia hi participarà amb Durack i Mina Wylie. Ambdues es veuen obligades a pagar les despeses del viatge i es veuen obligades a recaptar fons per poder-hi assistir. Un cop a Estocolm Durack estableix un nou rècord del món en les sèries dels 100 metres lliures i es converteix en la primera dona en baixar del 1' 20". En la final no pogué establir un nou rècord, però la guanyà per davant la seva compatriota Wylie, sent la primera australiana en guanyar un or olímpic. No serà fins als Jocs de Los Angeles, el 1932, quan Clare Dennis guanyi un segon or femení per Austràlia.
El 1920, poc abans dels Jocs d'Anvers, hagué de ser operada d'apendicitis i no pogué disputar-los. A finals de la dècada de 1910 Durack posseïa fins a cinc rècords del món, en proves entre els 100 metres i la milla. El 1967, any de la seva creació, fou incorporada a l'International Swimming Hall of Fame.

## Rècords

### Rècord Olímpic
- 1912. 100 metres lliures. 1' 19.8" Primera dona en baixa del 1' 20"

### Rècords del món
- 100 iardes lliures. De 1912 a 1921
- 100 metres lliures. De 1912 a 1920
- 220 iardes lliures. De 1915 a 1921
- 500 metres lliures. De 1916 a 1917
- Milla. De 1914 a 1926

## Bibliografa
- FitzSimons, Peter. Great Australian Sports Champions.  Harper Collins Publishers, 2006. ISBN 0-7322-8517-8.
- David Wallechinsky. The Complete Book of the Summer Olympics Little, Brown and Company (1996)